# 塞马马尼
塞马马尼（法語：Sermamagny，法語發音：[sɛʁmamaɲi]）是法国勃艮第-弗朗什-孔泰大区贝尔福地区省的一个市镇，位于该省西北部，属于贝尔福区。

## 地理
塞马马尼（47°41'32"N, 6°50'9"E）面积7.9 平方千米，位于法国勃艮第-弗朗什-孔泰大區贝尔福地区省，该省份为法国东北部内陆省份，东临上莱茵省，北起孚日省，西接上索恩省，南与杜省和瑞士接壤。
与塞马马尼接壤的市镇（或旧市镇、城区）包括：绍村、埃卢瓦、埃韦特-萨尔贝、拉沙佩勒苏绍、瓦尔杜瓦。

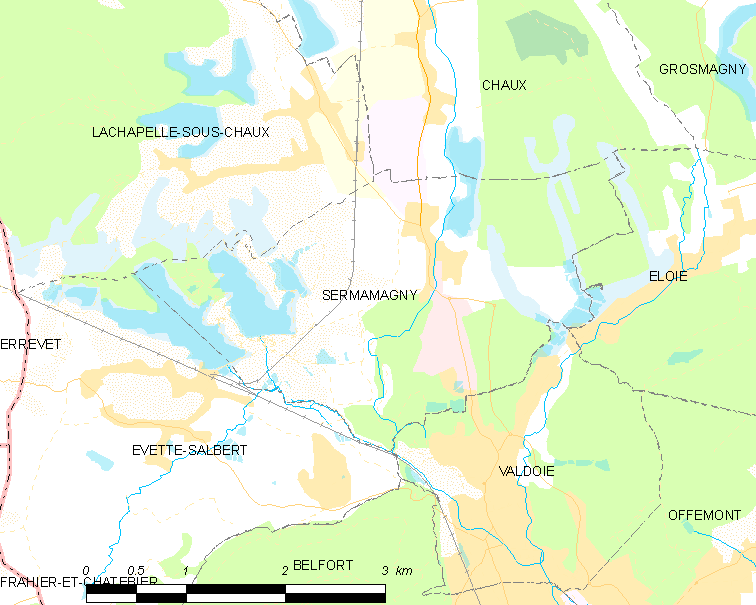
塞马马尼的OSM定位图

塞马马尼的时区为UTC+01:00、UTC+02:00（夏令时）。

## 行政
塞马马尼的邮政编码为90300，INSEE市镇编码为90093。

## 政治
塞马马尼所属的省级选区为瓦尔杜瓦县。

## 人口

1962-2008年间塞马马尼人口变化图示

塞马马尼于2022年1月1日时的人口数量为945人。